# 多重母版字型
多重母版字型（Multiple master fonts，或简称MM字型）是Adobe系统的Type 1 Postscript字型的扩展版本，现在被OpenType所取代；OpenType 1.8中引入OpenType字体变化，称为可变字体，也是MM字型的更新版本。
多重母版字型包含两个或多个“字体母版”（即原始字体样式），用户可以在这些字体母版之间沿着一个连续的“轴”范围内进行插值。只要有适当的应用程序支持，这些坐标轴可以根据需要进行调整。
使用多重母版字体的原目的是让设计师可以动态生成所需要的精确宽度、笔画粗细和光学大小的样式，而不会失去字形的完整性和可读性。 这种效果类似于插值变形，因为设计师可以在两种样式之间选择一种中间样式，例如通过在粗体和常规样式之间生成半粗字体，或者延伸其中一个字重趋势来制作超细体或超粗体。 这个想法已经被URW++等公司实践，但Adobe希望在更大程度上开发这项技术。
Adobe在多重母版字型技术方面的目标是让用户通过调整字体粗细或笔画宽度等参数，为特定情况准确生成他们所需的字体。然而，多重母版字型并不受商业使用者欢迎，因为重新编写客户桌面出版软件来支持多重母版字型非常困难，而且字体设计师通常更喜欢发布特定重量和样式的字体，即经过单独调校的字体文件。 然而，多重母版的概念仍然在字体设计工作室大量使用，允许设计师快速生成一系列的字重和样式，然后单独优化它们。因此，“多重母版”经常被视为一个通用术语，用来描述插值式的字型设计方法，而不一定是指Adobe的多重母版字型技术。
2016年，Adobe、谷歌、苹果和微软宣布对OpenType规范进行更新，首次允许可变字型的技术使用。 可变字型允许用户从一个单一字型文件中程序化自定义需要的风格，类似于多重母版字型的概念。

## 多重母版字型的指标

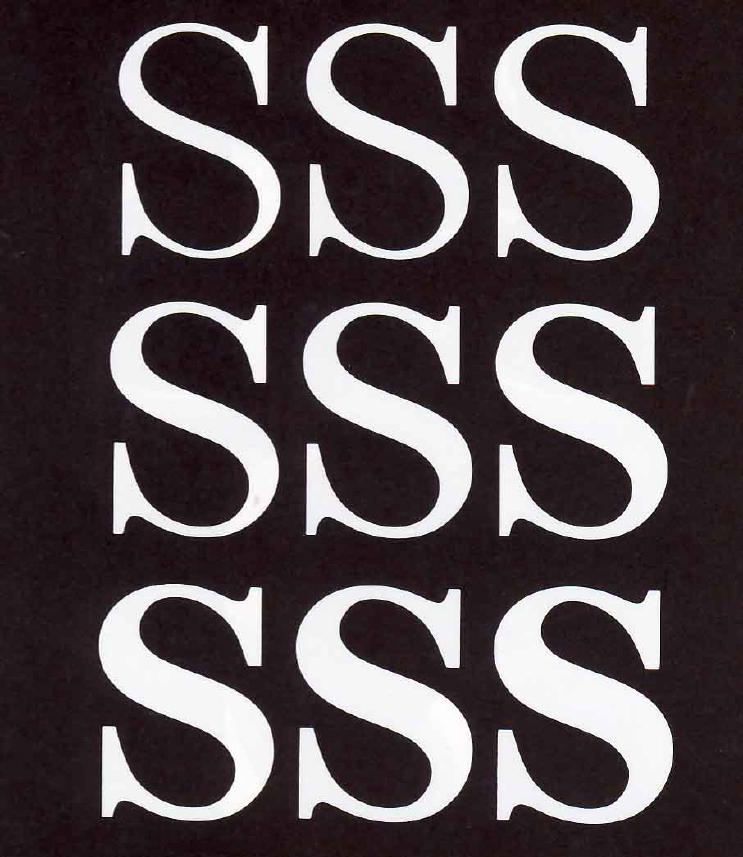
URW++字型公司使用插值方式制作9个字重的衬线体。

在软件支援情况下，大多数 MM 字体支持以下列表中的一或两个变量轴（有时三个）：
- 字重：允许修改字符字重，通常从细体，到常规，再到粗体。
- 宽度：允许延长或压缩字符宽度。 虽然任何字体都可以通过软件进行压缩或延长，但是使用多重母版字型的效果会更好。 当一个字体被人为拉长时，所有外观，包括线条粗细，都会被拉长。这样，垂直的笔画会比水平的笔画粗，外观上会不平衡。带有宽度轴的多重母版字型皆已经过调整设计，可以进行更正确的宽度缩放。
- 视觉尺寸：允许字型依据读者所看见的视觉大小修改字形。在小尺寸情况下，衬线之类的细节和横线之类的细线通常需要制作得更粗，而x字高（x-height，即拉丁小写字母x的高度）的比例也需要调整得更大，并且稍微拉长字符。 这样的改动让字体在小字号时更容易阅读。在大尺寸时，这些细节可以更细致，线条也更精致。需要注意的是视觉尺寸是独立于实际大小的样式。这些设置最终是取决于用户根据应用程序和阅读环境，选择使用适合的视觉大小的。例如说，一个广告牌可能会大字号的时候仍然使用小字号的视觉尺寸。
- 样式：全部主轴内最少用的轴。允许改变字型的其他属性，例如将衬线样式从楔形（三角形）改为板形（矩形）。

例如，Myriad多重母版字型有两个轴：“字重”和“宽度”。因此，这种字体为每个字符设计了四个独立的“母版设计”（master designs）：细压缩体（light compressed）、细延长体（light extended）、粗压缩体（bold compressed）和粗延长体（bold extended）。任何粗细或宽度的字体都可以通过这四个母版设计的字符轮廓之间进行插值生成。如果需要斜体字型，就还需要另外四种母版设计。
另一个例子是Adobe Jenson，它支持“字重”和“视觉尺寸”两个主轴。该字体使用三个母版设计来表示视觉尺寸，分别为6、12和72pt的设计。这使得常见的12pt视觉尺寸可以进行专门优化，但在需要正体和斜体的情况下，就需要各自另外的6个母版设计。

## 软件支援

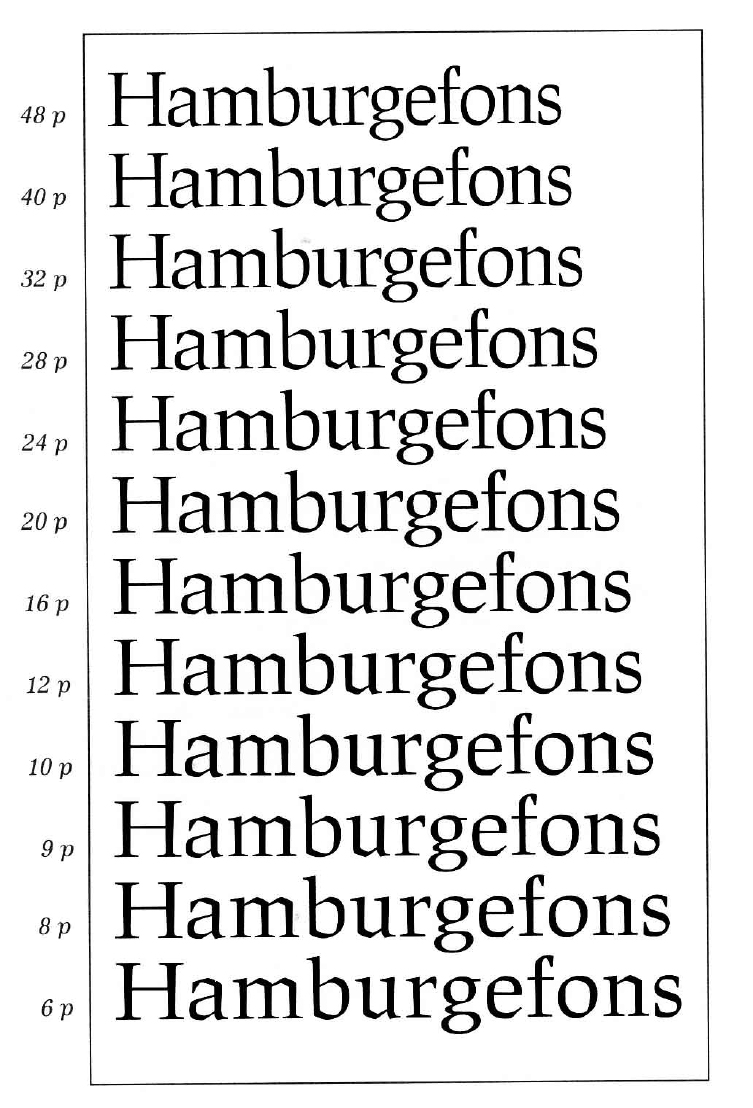
URW++设计的一系列视觉尺寸的字体。可以看见随着视觉尺寸缩小，字母x高度越来越高，字符宽度也越来越宽。

目前支援多重母版字型非常少。但是，字体设计工具如FontLab和FontForge仍然可以编辑MM字型，并且可以根据需求导出为其他字体格式。若要支援MM字型，Windows和“经典”Mac OS（版本9或以下）需要安装Adobe Type Manager（ATM）。
在描述该技术失败的原因时，Tamye Riggs为Adobe写的一篇回顾文章中指出：“用户被迫为他们想要尝试的字体的每个变体生成样本，导致硬盘上充斥着字型文件，比如MinioMM_578 BD 465 CN 11 OP。" 著名Adobe字体设计师Carol Twombly在1999年决定退出字体设计生涯，其中一个原因就是这个项目失败带来的挫折感。Adobe的Christopher Slye后来说，他曾担心Adobe的主要字体设计师Robert Slimbach在上世纪90年代末在将多重母版字体技术应用于Adobe Jenson时损害了他的健康。

### 自由软件
支援多重母版字型的自由软件是由mminstance （页面存档备份，存于）所提供，它可以从多重母版字型文件生成标准的Postscript字型。这些字型可以用在任何与标准PostScript type 1字体兼容的应用程序中。
FreeType字型渲染引擎也对多重母版字型（和Apple的GX字型）提供渲染支持。

## 遗留产物

Skia的六种风格。该字体使用Apple版本的多重母版字型技术。

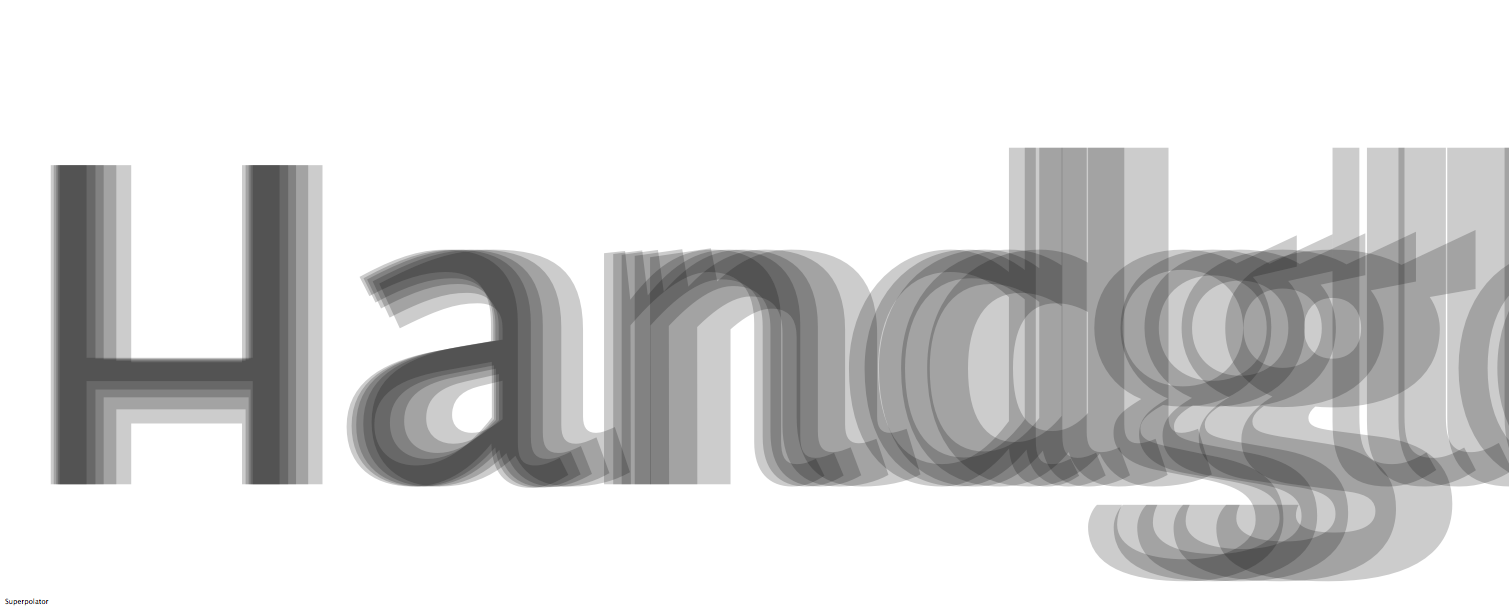
未发布FontFont字体中的字重叠加，显示从基本形式创建的字体家族。该字重图使用Erik van Blokland开发的电脑程序Superpolator制作。

多重母版字型格式基本上已经被OpenType所取代。OpenType为不同的语言和字形提供了更多的支持，但是并没有为字符形状提供连续控制。一般上，旧多重母版字型的OpenType版本通常是提供最常见的参数轴位置制作的字型。
多重母版字型仍然有两个用途:
1. 作为Adobe Acrobat的后备字型。多重母版字型在缺少字型的情况下将替代原始字型。Acrobat 的数据资源中包含两种这样的替换字体：Adobe Serif MM及Adobe Sans MM。CourierStd也是Acrobat内的另外一款后备字型。
2. 作为一种创建字体族的设计工具。字体设计师可以从基础字体设计中创建多重母版字型，然后通过从MM字型的多轴设计制为使用者提供大量的字型变化。例如，某设计师可以通过设计一个细体和一个粗体的母版设计，制作出一个字重轴的多重母版字型，然后为客户提供任何他们想要的自定义字重。Adobe和其他字型公司现在在字体设计中仍旧使用多重母版技术。

因为在现代多重母版设计中，通常是向用户发布一个精选的字重集合，那么一个关键问题旧是要选择使用哪些插值来制作单独字型。在由Lucas de Groot开发的Thesis字体中，他选择使用插值理论开发不同字重的字型。视觉尺寸插值b，在a （最细）、 b （插值）和c （最粗）三个值中，被设置为a和c的几何平均值，即b² = ac （相对于线性算术平均值）。

## 字型列表

### 商业字型
除非另有说明，所有已知的商业MM字型都是由Adobe发布的。 虽然这些字型已经停止继续开发，但所有字体都已经转换为OpenType标准或“Pro”格式。
- ITC Avant Garde MM
- Bickham Script MM
- Briem Akademi MM
- Briem Script MM
- Caflisch Script MM
- Chaparral MM
- Conga Brava MM
- Cronos MM
- Ex Ponto MM
- Foxit Serif MM （由 Foxit Software）
- ITC Garamond MM
- Graphite MM
- Adobe Jenson MM
- Jimbo MM
- Kepler MM
- Kinesis MM
- Mezz MM
- Minion MM
- ITC Motter Corpus MM
- Myriad MM
- Nueva MM
- Ocean Sans MM
- Penumbra MM
- Reliq MM
- Sanvito MM
- Adobe Serif MM
- Adobe Sans MM
- Tekton MM
- Verve MM
- Viva MM
- Waters Titling MM

### 免费字型
- So MM （Apostrophic Labs）
- Booter MM （Apostrophic Labs）
- Impossible MM （Apostrophic Labs）
- MoveMe MM （Luc(as) de Groot）
- Path 101 （Graham Meade）
- Snott MM （Graham Meade）
- Staid MM （Graham Meade）
- Stub MM （Ray Buetens）

## 衍生阅读
- Adobe Developer Resources – Multiple Master Fonts (archived)
- Adobe – Moving from Multiple Master to OpenType （页面存档备份，存于）
- Myriad Specimen Book （页面存档备份，存于）, Adobe Systems Incorporated, 1992.
- Adobe Jenson Specimen Book, Adobe Systems Incorporated, 1996.
- Creating bold weights in FontForge（页面存档备份，存于） -  blog post on using interpolation to create bold weights for a revival of the Centaur typeface.]]